# علي يحيى عبد النور
علي يحيى عبد النور (18 يناير 1921 - 25 أبريل 2021) هو سياسي وحقوقي جزائري.

## مسيرة
ناضل في إطار الحركة الوطنية الجزائرية في حزب الشعب الجزائري قبل أن ينسحب منه بسبب الأزمة البربرية سنة 1947، أُعتقل خِلال الثورة الجزائرية أثناء إضراب الذي دعت اليه جبهة التحرير الوطني الجزائرية بصفته عضوا بنقابة المعلمين.
بعد الاستقلال سنة 1962 عُين عضواً في الجمعية التأسيسية ووزيراً للأشغال العمومية (20 يونيو 1965– 10 يوليو 1965) ثم وزيراً الزراعة والإصلاح الزراعي في حكومة بومدين الثانية بتاريخ 24 سبتمبر 1966 في محل أحمد مهساس قبل أن يستقيل من منصبه الوزاري في 7 مارس 1968، ليكون أول وزير يستقيل بعد الاستقلال(1)، لينشغل بعدها لمهنة المحاماة والدفاع عن حقوق الإنسان، مما قاده إلى الاعتقال ثم النفي.
في سنة 1985 قام علي يحيى عبد النور بتأسيس الرابطة الجزائرية للدفاع عن حقوق الإنسان والتي ٱعترفت بها السُلطات الجزائرية رسميا سنة 1989 بعد فتح المجال للتعددية الحزبية وفيما بعد أصبح رئيسا شرفيا لرابطة الدفاع عن حقوق الإنسان.
في 11 ديسمبر 2009 تحصل الأستاذ علي يحى عبد النور من منظمة الكرامة للدفاع عن حقوق الإنسان تحصل على جائزة الكرامة وذلك بمناسبة احتفال المنظمة الواقع مقرها بجنيف باليوم العالمي لحقوق الإنسان.
ويُعتبر الأستاذ علي يحيى عبد النور عميداً للمدافعين عن حقوق الإنسان بالعالم العربي حيث رافع على عدة قضايا متعلقة بمساجين الرأي في الجزائر من بينهم السعيد سعدي، الهاشمي شريف، مقران أيت العربي، بالإضافة إلى عباسي مدني وعلي بلحاج.

## مؤلفات
قام علي يحى عبد النور بتأليف كتابين هما:
- - الجزائر أسباب وحماقة حرب الذي صدر سنة 1996،
- -وكتاب كرامة إنسان الذي صدر سنة 2007.

## وفاة
توفي علي يحيى عبد النور، يوم الأحد 25 أبريل 2021 عن عمر تجاوز 100 سنة وتقام جنازته الإثنين بمقبرة بن عكنون بالجزائر العاصمة.

## الهوامش
- 1: قدم وزير المالية والتخطيط أحمد قايد استقالته في 1967.

## وصلات خارجية
- - السيرة الذاتية لعلي يحي عبد النور